# تعدد الزوجات في نيجيريا

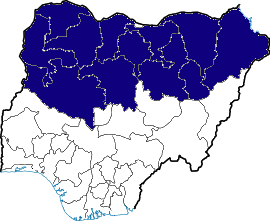
الولايات الـ 12 ذات الأغلبية المسلمة في شمال نيجيريا حيث يُعد تعدد الزوجات قانونيًا.

لا تعترف دولة نيجيريا بتعدد الزوجات بموجب القانون المدني. بالرغم من ذلك، فإن 12 ولاية نيجيرية من بين 36 تعترف بالزواج المتعدد باعتباره معادلاً للزواج الأحادي. تخضع جميع الولايات الاثنتي عشرة لأحكام الشريعة الإسلامية نسبيا. تشمل الولايات، وكلها شمال، ولايات باوتشي، بورنو، غومبي، جيغاوة، كادونا، كانو، كاتسينا، كبي، النيجر، صكتو، يوبي، وزامفارة  مما يسمح للرجل بالزواج من أكثر من زوجة واحدة.

## ممارسة
كانت ولاية زامفرة أول من شرع تعدد الزوجات قانونيا،  وذلك في 7 يناير 2000. كانت ولاية غومبي أحدث ولاية تصرح بتعدد الزوجات المدني، حيث أقرته في 14 ديسمبر 2001.
نظرًا لأن المنطقة الجنوبية من نيجيريا تتكون من أغلبية مسيحية، فإنه لم يتم تقديم تعدد الزوجات بشكل قانوني في هذا الوقت. كانت هناك محاولات لتشريع تعدد الزوجات في ولاية أويو، ولاية كوارة، ولاية لاغوس،   والعديد من الولايات الأخرى، ولكنها باءت جميعا بالفشل. تعدد الزوجات معترف به في القانون العرفي في نيجيريا، ويوفر عددًا قليلاً من المزايا لمتعددي الزوجات بما في ذلك حقوق الميراث وحضانة الأطفال.
اعتبارًا من عام 2009، لم يكن هناك أي نقاش يدعو إلى إلى الاعتراف بتعدد الزوجات مدنيا يشمل دولة نيجيريا بأكملها، هذا يدع التشريع بالتشغيل على أساس كل ولاية على حدة بدلاً من تقديمه على الصعيد الوطني.

### ديناميات
لا توجد متطلبات على أساس الدين في الشمال، لذلك يُسمح للمسيحيين قانونًا بتشكيل زواج تعددي تمامًا كما يفعل المسلمون. رفض قادة الكنيسة المسيحية مثل رئيس الأساقفة بيتر أكينولا من الكنيسة الأنجليكانية في نيجيريا ممارسة تعدد الزوجات من للمسيحيين، ذكر أكينولا في كتابة «تكوين [تعدد الزوجات] سيدمر شهادتنا إذا لم يتم التعامل معه بحزم. لا يمكننا الادعاء بأننا كنيسة مؤمنة بالكتاب المقدس ومع ذلك نكون انتقائيين في طاعتنا». كما ظهرت تقارير عن ممارسة المورمون النيجيريين لتعدد الزوجات.
على الرغم من تقييد الزوجات على أربع في الإسلام، وجدت مؤشرات عديدة على أن العديد من النيجيريين يتجاوزون هذا القانون، مثل محمدو بيلو ماسابا، يبلغ من العمر 84 عامًا اتهم بالزواج غير القانوني بسبب تجاوز عدد أزواجهن، حيث كان لديه 86 زوجة. وسحبت هيئة الشريعة بولاية النيجر التهم في وقت لاحق، مع تمكن ماسابا من الاحتفاظ بجميع أزواجهن.
في المقابل، أفيد في أبريل 2007 أن سحاقية نيجيرية، باسم «أنتي ميدغوري»، تزوجت من أربع نساء في حفل مفصل في ولاية كانو، على الرغم من أن الزواج لم تعترف بها الحكومة، واضطرت هي وشركاؤها للذهاب إلى الاختباء بعد فترة وجيزة من الاحتفال لتجنب خطر الرجم المحتمل إذا تم القبض عليها بتهمة السحاق، مما يؤدي إلى عقوبة الإعدام للنساء المسلمات المتزوجات أو الضرب بالعصا على المسلمات العازبات في المناطق النيجيرية بموجب الشريعة الإسلامية.